# Savignac-les-Ormeaux
Savignac-les-Ormeaux är en kommun i departementet Ariège i regionen Occitanien i södra Frankrike. Kommunen ligger  i kantonen Ax-les-Thermes som ligger i arrondissementet Foix. År 2022 hade Savignac-les-Ormeaux 397 invånare.

## Befolkningsutveckling
Antalet invånare i kommunen Savignac-les-Ormeaux
Referens: INSEE